# Thiago Sens
Thiago Henrique Sens (Blumenau, 2 de julho de 1985) é um voleibolista indoor brasileiro, atuante na posição de Ponta, que conquistou pela Seleção Brasileira a medalha de prata no Campeonato Mundial Juvenil de 2005 na Índia e representando A Seleção Brasileira de Novos  foi medalhista de Prata na Universíada de Verão de 2009 na Sérvia; compos os elencos campeões  que representou a Seleção Brasileira Militar na edição dos Jogos Mundiais Militares de 2011, este sediado no Brasil e na  Copa Pan-Americana de 2011 no Canadá.Em clubes possui a medalha de bronze no Campeonato Sul-Americano de Clubes de 2013 no Brasil.

## Carreira
Iniciou aos 12 anos a carreira defendendo a equipe Barão/Blumenau em sua cidade natal, ingressando em 1997; e ainda vinculado a este clube serviu a Seleção Catarinense no  Campeonato Brasileiro de Seleções Estaduais em 2003 em Belo Horizonte, ocasião que conquistou o título. Até completar  18 anos de idade praticou se divida entre voleibol e atletismo, decidindo a partir desta idade exclusivamente pelo voleibol, antes  se arriscou também no basquete, handebol, xadrez, ginástica olímpica e judô,  motivado pelos pais, pois, sua  mãe Solange atuava como técnica de atletismo, e seu pai  ex-voleibolista Hédio.Ele conquistou no atletismo a medalha de prata nos Jogos Abertos de Santa Catarina, obtendo destaque no Salto em altura.
Ainda em 2003 transferiu-se para a hoje extinta Unisul/SC, conquistando os títulos do  Campeonato Catarinense  de 2003, o Grand Prix 2003, da Supercopa dos Campeões e da Superliga Brasileira A 2003-04,em sua primeira edição registrou dois pontos (1 de ataque e 1 de bloqueio). Em 2004 foi convocado para Seleção Brasileira para os treinamentos em preparação do Campeonato Sul-Americano Juvenil.Na temporada seguinte renovou com a Unisul/Cimed , obtendo o título catarinense de 2004 e encerrando na sétima posição na Superliga Brasileira A, quando registrou 25 pontos (20 de ataques, 2 de bloqueios e 3 de saques).
Em 2005 é novamente convocada pela Seleção Brasileira, quando a representou no  Campeonato Mundial Juvenil em Vishakhapatnam-Índia, ocasião da conquista da medalha de prata, vestindo a camisa#14, mesmo sendo titular apareceu nas estatísticas da competição como sexagésimo quinto maior pontuador, realizando 8 pontos no total, destes 7 foram de ataques, foi o  septuagésimo quinto  com melhor defesa e terminando nas estatísticas na septuagésimo primeiro posição entre os melhores bloqueadores.
No período esportivo 2005-06 defendeu a Unisul/Nexxera conquistando novamente o título do Campeonato Catarinense de 2005,  e disputou a correspondente Superliga Brasileira A, alcançando o bronze nesta edição. Permaneceu nesse clube na jornada seguinte, alcançando o vice-campeonato estadual, e o quarto lugar na Superliga Brasileira A 2006-07.Em 2006 foi convocado pelo técnico Bernardo Rezende para Seleção Brasileira de Novos, para os treinamentos visando amistosos contra a seleção principal da Argentina em Buenos Aires.
Foi atleta do Santander/São Bernardo na conquista do título da Copa São Paulo e dos Jogos Regionais do Guarujá. Ainda por esse clube foi vice-campeonato dos Jogos Abertos do Interior em Praia Grande e disputou a Superliga Brasileira A correspondente  encerrando na sexta posição da a esta temporada
Renovou com o Santander/São Bernardo para jornada seguinte 2008-09 e nesta disputou a correspondente Superliga Brasileira A encerrando nesta edição em quarto lugar  após disputa do bronze.
Recebeu convocação para Seleção Brasileira de Novos em 2009, quando disputou e conquistou a medalha de prata na edição da Universíada de Verão em Belgrado-Sérvia.Representou o Brasil Vôlei Clube e foi vice-campeão  no Campeonato Paulista em 2009 além do título da Copa Brasil de 2009, disputou a Superliga Brasileira A 2009-10  e encerrou na sexta posição.
Atuou pelo Medley/Campinas nas competições seguintes, sagrando-se vice-campeão dos Jogos Abertos do Interior em  Santos, campeão nos Jogos Regionais em Americana; além disso foi  vice-campeão paulista de 2010 e disputou a Superliga Brasileira A 2010-11 avançando as quartas de final e encerrando na oitava posição.
Em 2011 foi convocado para Seleção Brasileira de Novos para disputar a Copa Pan-Americana sediada em Gatineau -Canadá, e nesta edição conquistou a medalha de ouro vestindo a camisa#4, registrou 28 no total, sendo 8 pontos na decisão e foi recebeu o prêmio de Melhor Recepção da edição; e neste mesmo ano foi novamente convocado para seleção de novos,  representou a Seleção Brasileira Militar na V edição dos Jogos Mundiais Militares realizados no Rio de Janeiro-Brasil e conquistou a medalha de ouro.
Defendeu  o RJX  no período esportivo 2011-12, conquistando o título da Copa Volta Redonda de 2011 e participou e finalizou na quarta colocação na correspondente Superliga Brasileira A. Conquistou em 2012 o título do Campeonato Carioca referente a 2011 de forma invicta, perdendo apenas um set em toda competição.
Ainda pelo RJX  competiu no período seguinte sagrando-se bicampeão carioca em 2012,  e bicampeão da Copa Volta Redonda ;também disputando a Superliga Brasileira A 2012-13,  quando conquistou o título inédito para o clube, sendo o bicampeonato de sua carreira.
Renovou com o RJX por mais uma temporada, novamente foi campeão carioca em 2013 e neste mesmo ano conquistou a medalha de bronze no Campeonato Sul-Americano de Clubes, com a temporada 2013-14 em andamento , Thiago resolveu desligar deste clube devido a crise financeira  do mesmo, desligando-se totalmente em janeiro de 2014, época que recebeu também propostas  do voleibol italiano, mas acertou com o Al Jazeera dos Emirados Árabes Unidos  e conquistou o bronze na Liga A do Qatar.
Thiago foi repatriado  na temporada 2014-15 pelo Funvic/Taubaté, conquistando o título inédito para te clube do Campeonato Paulista de 2014 e nesta temporada foi também vice-campeão dos Jogos Regionais de Caraguatatuba.

## Títulos e resultados
- Superliga Brasileira A: 2003-04[9] e 2012-13[1][3]
- Superliga Brasileira A:2005-06[14]
- Liga A do Qatar:2013-14[44]
- Campeonato Brasileiro de Seleções Juvenil:2003[9]
- Grand Prix de Clubes: 2003[9]
- Supercopa dos Campeões: 2003[9]
- Campeonato Catarinense: 2003,2004, 2005[3]
- Campeonato Catarinense:2006[15]
- Campeonato Paulista: 2014[45]
- Campeonato Paulista: 2009[23]
- Copa Brasil:2009[3]
- Jogos Abertos do Interior de São Paulo : 2007,[19] 2010[26]
- Jogos Regionais de São Paulo:2007[18] e 2010[28]
- Jogos Regionais de São Paulo:2014[47]
- Campeonato Carioca: 2011,2012 e 2013[3]
- Copa São Paulo:2007[17]
- Copa Volta Redonda:2011 e 2012[17]

## Premiações individuais
- Melhor Recepção da Copa Pan-Americana de 2011[32]